# 盧日尼采河畔韋塞利
盧日尼采河畔韋塞利是捷克的城鎮，位於該國西南部盧日尼采河和內扎爾卡河匯流處，由南波希米亞州負責管轄，面積29.56平方公里，海拔高度407米，2007年人口6,598。

## 外部連結
- Town Website （页面存档备份，存于）